# إد كولبيبر
إد كولبيبر (بالإنجليزية: Ed Culpepper)‏ هو لاعب كرة قدم أمريكية أمريكي، ولد في 21 يناير 1934 في برادنتون في الولايات المتحدة.